# Lutz Liebscher

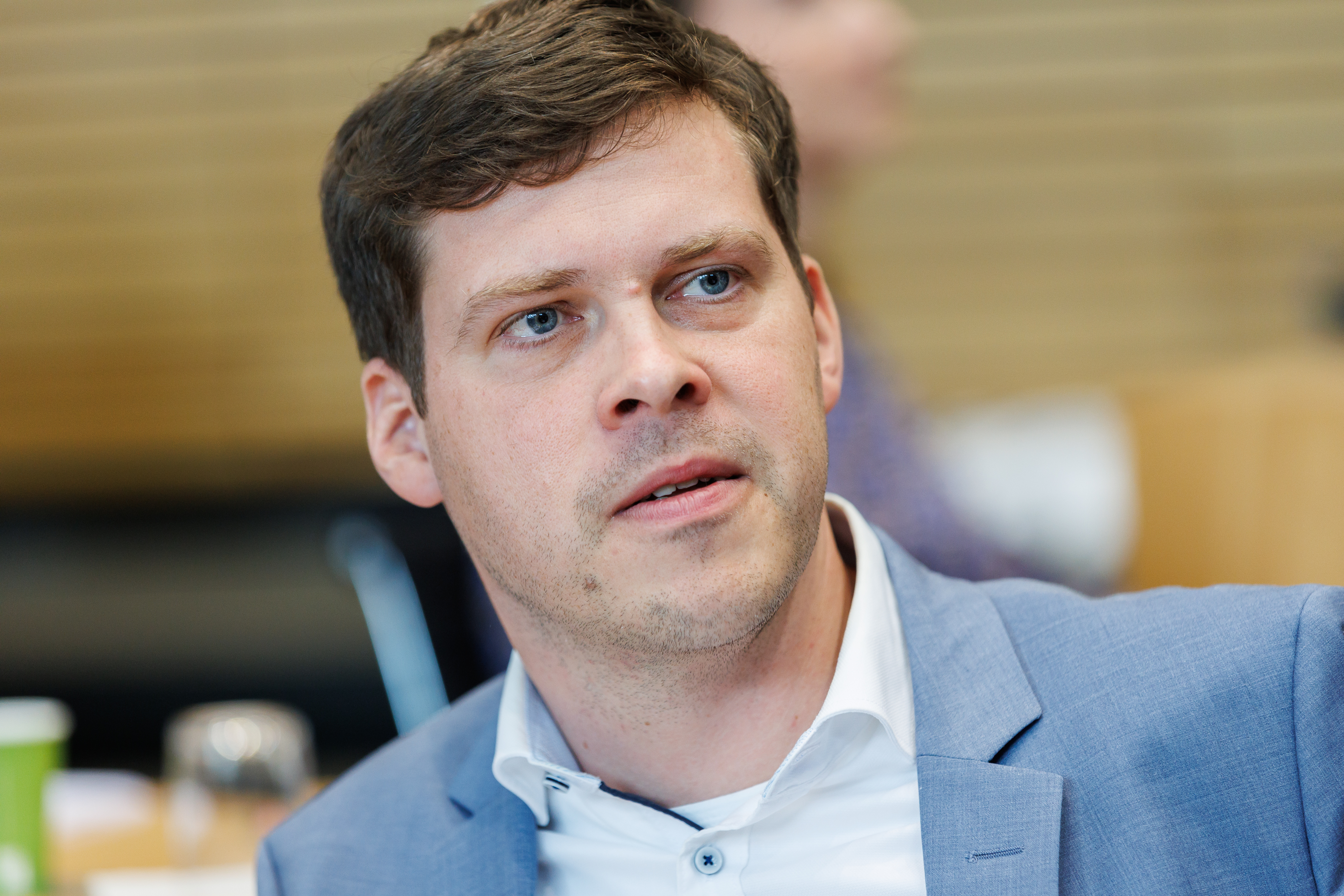
Lutz Liebscher (2024)

Lutz Liebscher (* 13. März 1985 in Jena) ist ein deutscher Politiker (SPD). Er ist seit 2019 Mitglied des Thüringer Landtags und seit 2024 Vorsitzender der SPD-Landtagsfraktion.

## Leben
Nach dem Abitur und dem Zivildienst in Jena studierte Lutz Liebscher von 2005 bis 2011 Politikwissenschaften, Neuere Geschichte und Wirtschaftswissenschaften an der Universität Jena mit Abschluss als Magister Artium. Er war von 2011 bis 2013 Mitarbeiter des Landtagsabgeordneten Christoph Matschie, danach von 2013 bis 2018 als Angestellter bei der Jenaer Stadtverwaltung tätig und dort Referent des Oberbürgermeisters Albrecht Schröter. Anschließend wechselte er als Angestellter ins Thüringer Ministerium für Wirtschaft, Wissenschaft und Digitale Gesellschaft und war dort bis zu seinem Einzug in den Landtag 2019 Referent der Staatssekretärin Valentina Kerst.

## Partei und Politik
Liebscher trat 2004 in die SPD ein. Er ist seit 2014 Vorsitzender des SPD-Kreisverbandes Jena und seit 2016 Mitglied im Landesvorstand der SPD Thüringen. Von 2009 bis 2013 gehörte er für seine Partei dem Stadtrat von Jena an. Bei den Landtagswahlen in Thüringen 2019 und 2024 zog er jeweils über die Landesliste der SPD in den Landtag ein. Am 18. September 2024 wurde er zum Fraktionsvorsitzenden der SPD im Thüringer Landtag gewählt.